# Gugark (provincia)

Mapa de Armenia en c. 150.

Gugark (del armenio: Գուգարք; en latín: Gogarene, en griego: Γογαρινή) era la decimotercera provincia del antiguo reino de Armenia según Anania Shirakatsi.
En la actualidad, comprende partes del norte de Armenia, el noreste de Turquía y el suroeste de Georgia.

## Historia
Al principio, Gugark era parte de Urartu. A partir del siglo VI pasó a formar parte de la satrapía de Armenia. En el siglo III, el territorio fue conquistado por la Iberia caucásica, pero durante el reinado de Artaxias I de Armenia se reunificó. Durante el reinado de los reyes artáxidas y arshakuni de Armenia, Gugark sirvió como uno de las cuatro bdeshjs (marcas) del reino, responsable de proteger la frontera norte del estado. En el transcurso del siglo IV, la región fue gobernada por miembros de la Casa de Mihran.
En 387, Armenia fue repartida entre los imperios bizantino y sasánida y Gugark, con la excepción del cantón de Tashir, pasó a formar parte de la Iberia caucásica. El gobernante de la región, alrededor del 425 fue Archoucha (Arshusha de Gogarene). En el 652, los árabes permitieron al príncipe armenio Teodoro Rshtuni unir Gugark a sus posesiones.
En los siglos siguientes, Gugark y sus cantones cayeron bajo el dominio de varios gobernantes. En el siglo VIII, pasó a formar parte del Emirato de Tiflis. A mediados del siglo IX, fue tomada por los bagrationis georgianos, mientras que los bagratunis armenios se apoderaron de sus cantones orientales.

## Cantones
La provincia estaba constituida por 16 cantones o distritos (en armenio: գավառ, gavar):
- Zorofora (Ձորափոր);
- Colbafora (Կողբափոր);
- Zobofora (Ծոբոփոր);
- Tachir (Տաշիր);
- Trelca (Թռեղք);
- Cangarca (Կանգարք);
- Atona (Արտահան);
- Javaquecia Superior (Վերին Ջավախք);
- Colarzena (Կղարջք);
- Cuixafora (Քվիշափոր);
- Bolnofora (Բողնոփոր);
- Cavequecia (Շավշեթ);
- Mangleacfora (Մանգլյաց փոր);
- Javaquecia Inferior/Eruchecia (Ջաւախք Ներքին);
- Paruar;
- Hunaracerta.

## Población
El catolicós armenio Hovhannes Draskhanakerttsi (r. 898-929) escribe que la mayoría de esta región estaba poblada por gente armenia con minoría ibérica. También, el historiador armenio, Ghazar Parpetsi, menciona a Arshusha V como pitiajsh de los iberos.